# Thomas Staines
Sir Thomas Staines KCB (* 1776 auf Dent de Lion, Kent; † 13. Juli 1830 ebenda) war ein englischer Offizier der britischen Royal Navy im späten 18. und frühen 19. Jahrhundert.

## Leben

### Frühe Jahre
Staines wurde auf dem familieneigenen Landgut Dent de Lion in der Grafschaft Kent geboren, damals in der Nähe gelegen und mittlerweile eingemeindet zu Margate. Von dem ansonsten neubebauten Gut existiert noch das Torhaus. Seine seemännische Laufbahn begann er im Dezember 1789 als Fähnrich auf der Solebay. Als Steuermannsmaat auf der Victory nahm er am 13. Juli 1795 an der Schlacht bei den Hyerischen Inseln teil.

### Im Mittelmeer
| Jahr      | Rang                            | Schiff     |                                                    |
| --------- | ------------------------------- | ---------- | -------------------------------------------------- |
| 1789–1792 | Midshipman (Fähnrich)           | Solebay    |                                                    |
| 1792–1793 | Midshipman (Fähnrich)           | Speedy     |                                                    |
| 1795–1796 | Master’s Mate (Steuermannsmaat) | Victory    |                                                    |
| 1796–1799 | Lieutenant (Kapitänleutnant)    | Peterel    |                                                    |
| 1799–1802 | Lieutenant (Kapitänleutnant)    | Foudroyant |                                                    |
| 1802      | Lieutenant (Kapitänleutnant)    | Romulus    | kommandierender Offizier 1828 Geschwaderkommandant |
| 1802      | Lieutenant (Kapitänleutnant)    | Cameleon   | kommandierender Offizier 1828 Geschwaderkommandant |
| 1802–1805 | Commander (Fregattenkapitän)    | Cameleon   | kommandierender Offizier 1828 Geschwaderkommandant |
| 1807–1809 | Captain (Kapitän zur See)       | Cyane      | kommandierender Offizier 1828 Geschwaderkommandant |
| 1810–1812 | Captain (Kapitän zur See)       | Hamadryad  | kommandierender Offizier 1828 Geschwaderkommandant |
| 1812–1815 | Captain (Kapitän zur See)       | Briton     | kommandierender Offizier 1828 Geschwaderkommandant |
| 1823–1825 | Captain (Kapitän zur See)       | Superb     | kommandierender Offizier 1828 Geschwaderkommandant |
| 1827–1830 | Captain (Kapitän zur See)       | Isis       | kommandierender Offizier 1828 Geschwaderkommandant |

Nach Verleihung des Offizierspatents am 3. Juli 1796, diente Staines auf der HMS Peterel im westlichen Mittelmeer. Dabei kenterte er im September 1796 bei der Übermittlung von Dokumenten nach Faro in stürmischer See mit einem Boot, worauf er nach vier Tagen im Meer treibend an das Kap Santa Maria gespült wurde. Bei der Kaperung der Peterel am 12. Oktober 1798 vor Mallorca fiel er in spanische Kriegsgefangenschaft, aus der er zum Jahresende in Gibraltar herausgelöst wurde. Daraufhin konnte er seinen Dienst auf der Peterel wieder aufnehmen, die inzwischen zurückerobert war und unter dem Kommando von Com. Francis Austen stand, dem Bruder der Schriftstellerin Jane Austen. Am 17. Oktober 1799 wurde er als dritter Leutnant auf die HMS Foudroyant versetzt, damals das Flaggschiff des von Lord Nelson geführten Mittelmeerverbandes. Nachdem dieser von Lord Keith übernommen wurde, nahm er an dessen Ägypten-Expedition teil, auf der er mit dem osmanischen Orden des halben Mondes ausgezeichnet wurde. Während seiner Dienstzeit im Mittelmeer erhielt Staines erste eigene Kommandos und wurde am 26. Juli 1802 zum Commander befördert. In die Heimat zurückgekehrt, dinierte er in Portsmouth am Abend des 13. Septembers 1805 mit Lord Nelson, worauf dieser am Folgetag zu seiner letzten Fahrt aufbrach, die mit der Schlacht von Trafalgar endete.
Am 22. Januar 1806 zum Kapitän befördert, erhielt Staines im März 1807 das Kommando über die neue Fregatte HMS Cyane. Nachdem er mit ihr noch im selben Jahr an der Kapitulation Kopenhagens teilgenommen hatte, wurde er im Jahr darauf erneut in das Mittelmeer beordert. Hier zeichnete er sich am 25. und 26. Juni 1809 aus, als er im Verbund mit anderen britischen und sizilianischen Schiffen in der Bucht von Neapel achtzehn neapolitanische Schiffe kaperte und vier versenkte. Dabei trug er gegen die französische Fregatte Cerere und deren begleitende Kanonenboote ein intensives Gefecht aus, in dem er zeitweise allein kämpfend alle Kanonenkugeln seines Schiffes verschoss und gleichzeitig schwere Treffer hinnehmen musste. Das Gefecht endete mit der Flucht des Gegners. Schwer verwundet, verlor Staines seinen linken Arm durch Amputation. Von König Ferdinand wurde er zum Komtur des Ordens des heiligen Ferdinand ernannt. Nach England zurückgekehrt, wurde er für seine Verdienste am 6. Dezember 1809 zum Knight Bachelor geschlagen.

### Im Pazifik

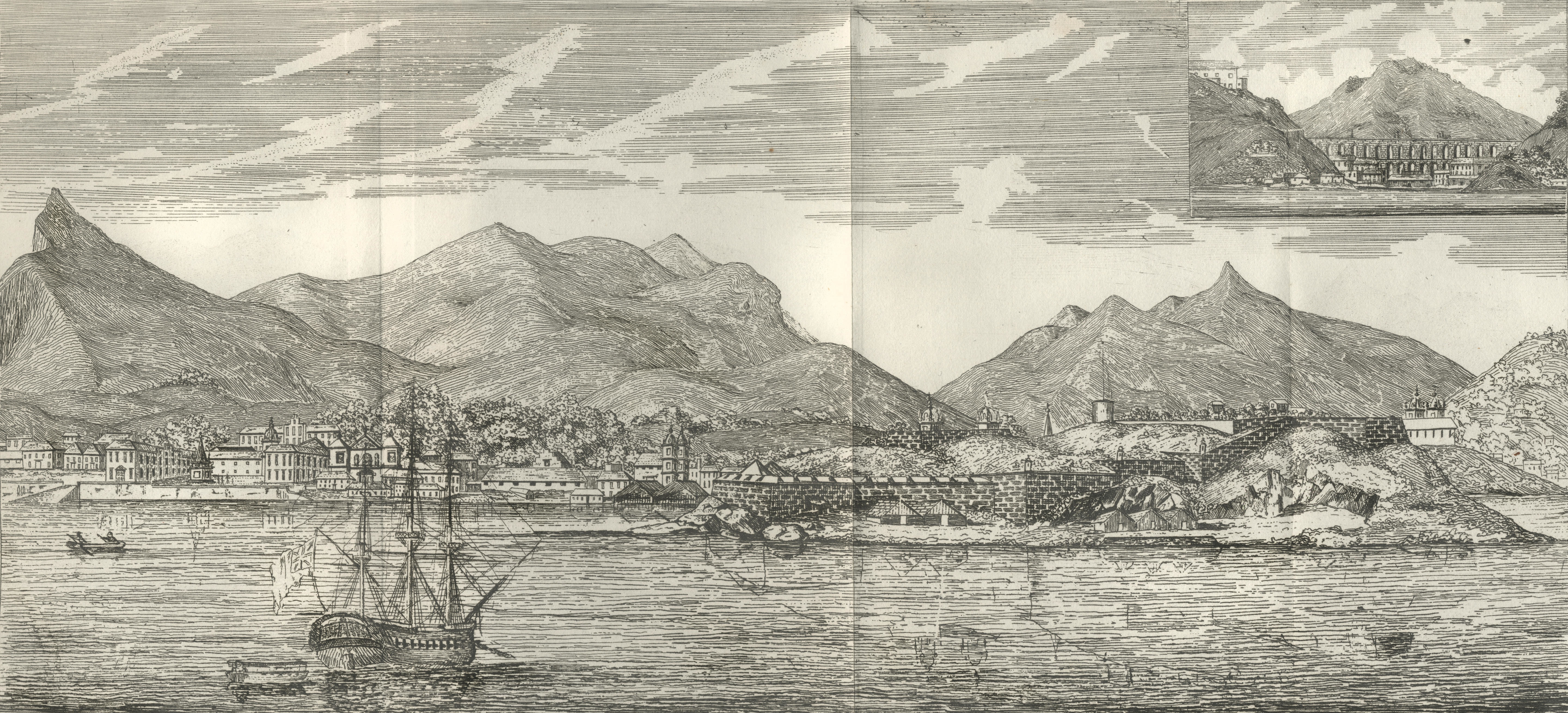
Die Briton fährt in den Hafen von Rio de Janeiro ein. Zeichnung von John Shillibeer, Lieutenant der Royal Marines.

In den folgenden Jahren führte Staines Geleitkommandos im Atlantik. Im Juni 1812 übernahm er in Chatham das Kommando über die neue Fregatte HMS Briton, mit der er im Golf von Biskaya auf Kaperfahrt ging. Nach Ausbruch des Britisch-Amerikanischen Krieges erreichte er am 19. März 1814 ein beschädigtes Handelsschiff geleitend den Hafen von Rio de Janeiro. Hier wurde er im Verbund mit der HMS Tagus unter Capt. Philip Pipon in den Pazifik zur Jagd auf die USS Essex abkommandiert, die dort mehrere britische Walfänger aufgebracht hatte. Kap Horn umfahrend musste er in Valparaíso erfahren, dass das feindliche Schiff bereits von einem anderen britischen Verband erobert war. Darauf nahm er mit seinem Begleiter Kurs auf die Marquesas-Inseln, wo er am 28. August 1814 die Insel Nuku Hiva wieder formell zum britischen Besitz erklärte, nachdem sie in den Monaten zuvor vom Kapitän der USS Essex für die USA annektiert worden war.
Auf der Rückfahrt nach Valparaíso sichtete Staines am 17. September 1814 auf dem 130. Längengrad eine Insel, die sich als Pitcairn herausstellte, die in seinen Karten auf dem 133. Längengrad verzeichnet war. Auch musste er feststellen, dass sie entgegen der Beschreibung ihres Erstentdeckers Philipp Carteret bewohnt war. Es stellte sich heraus, dass ihre Bewohner die Nachkommen der Meuterer der HMS Bounty waren, die seit 1789 als verschollen galt. Zusammen mit Pipon unternahm Staines einen Landgang und lernte so den letzten noch lebenden Meuterer John Adams kennen. Durch ihn musste er erfahren, dass das Verdienst ihrer Wiederentdeckung dem Amerikaner Mayhew Folger gebührte, der die Insel bereits sechs Jahre zuvor angefahren hatte. Der britischen Marineführung war dies bereits gemeldet wurden, doch hatte sich in London dafür niemand interessiert, weshalb die falsche Lage der Insel in den britischen Karten noch immer nicht korrigiert war. Auf eine Verhaftung des Meuterers verzichtend, setzte Staines seine Fahrt noch am Abend desselben Tages fort. In Valparaíso überwinternd, erreichte er im Juli 1815 Portsmouth. Während seiner Abwesenheit war er bereits am 2. Januar 1815 zum Knight Commander des Order of the Bath ernannt wurden.

### Privatleben
Staines war für sein skandalöses Privatleben bekannt. Er hatte zwei uneheliche Töchter. Im März 1817 musste er sich im House of Lords einer Anhörung in Sachen der Scheidung seines Cousins Richard Halford von dessen Frau Sarah (née Bargrave; 1785–1832) stellen, der ein Ehebruch mit Staines vorgeworfen wurde. Im März 1817 trug er in Portsmouth ein Duell gegen Major Holbrook aus, bei dem er schwer an seinem verbliebenen rechten Arm verwundet wurde, worauf er seine Schreibfähigkeit einbüßte. Anlass soll ein Streit um eine Frau gewesen sein. Im folgenden Juli musste er sich wegen der Nachstellung und anzüglicher Konversation (criminal conversation) mit Mrs. Halford im King’s Bench verantworten und eine hohe Geldstrafe zahlen. 1819 heiratete er die inzwischen geschiedene Exfrau seines Cousins.

### Letzte Jahre
Von 1823 bis 1825 leistete Staines mit der HMS Superb erneut Geleitdienste im Atlantik zwischen Lissabon und Jamaika. Als Kommandant der HMS Isis wurde ihm ein Geschwader aus vier weiteren britischen und zwei französischen Schiffen unterstellt, mit dem er am 31. Januar 1828 die griechische Piratenfestung Imeri Gramvousa einnahm und dabei mehrere in deren Hafen ankernde Schiffe versenkte. Dabei aber kollidierte sein Flaggschiff in der schmalen Fahrtrinne des Hafens mit der HMS Cambrian, worauf letztere mit schwerer Schlagseite auf ein Riff auflief und aufgegeben werden musste. Während eines Mahls in Smyrna im März 1829 war Staines das Ziel eines Attentatsversuchs, als ein Angreifer mit einem Dolch auf ihn einstach, doch konnte er die Hiebe mit seinem Dreispitz parieren. Auftraggeber des Attentats soll ein hoher Würdenträger der Stadt gewesen sein.
Staines starb auf seinem Landgut und wurde in der Pfarreikirche St. John the Baptist in Margate bestattet. Seine zwei Jahre später verstorbene Witwe wurde neben ihm beigesetzt. Ihr Grabmal ist dort erhalten.

## Erlebnisberichte
- Philip Pipon: The Descendants of the Bounty’s Crew. In: The United Service Journal and Naval and Military Magazine. Part 1, Henry Colburn, London 1834, S. 191–198 (Digitalisat).
- John Shillibeer: A Narrative of The Briton’s Voyage to Pitcairn’s Island. J. W. Marriott, Taunton 1817 (Digitalisat).
- Thomas Staines: Account of the Descendants of Christian and other Mutineers of the Bounty. In: Naval Chronicle. Band 33, Joyce Gold, London 1815, S. 217–218 (Digitalisat).